# Harry Everts
Harry Everts (Maaseik, Belgica, 6 de febrero de 1952), es un expiloto de motocross belga. Compitió en el Campeonato Mundial de Motocross de 1970 a 1982. Everts es conocido por ser cuatro veces campeón del mundo. En 2013, fue nombrado Leyenda de la FIM por sus logros en el motociclismo. Es padre del 10 veces campeón del mundo Stefan Everts.

## Biografía
Nacido en Maaseik, Bélgica, miembro de una familia numerosa con ocho hermanos y de padre minero, Everts empezó a correr en motocross a los catorce años, debutó en el Campeonato Mundial de Motocross en 1970. En 1975 ganó el campeonato mundial de motocross en la categoría de 250cc como miembro del equipo de carreras de fábrica Puch. Después de quedar en quinto lugar en el campeonato mundial de motocross de 250cc de 1976 se unió al equipo de fábrica de Bultaco.
Everts comenzó el año 1977 con una serie de buenas actuaciones para el equipo Bultaco, incluyendo una victoria en la primera manga del Gran Premio de Suiza. Estaba en segundo lugar en el campeonato detrás del ruso Gennady Moiseyev, pero después de cuatro carreras flaqueó para terminar la temporada en cuarto lugar. El año 1978 comenzó con otro buen comienzo para Everts, colocándolo en segundo lugar detrás de Moiseyev, pero luego se perdió tres rondas, cayendo al sexto lugar en la clasificación final de la temporada. 
Everts firmó con el equipo de fábrica de Suzuki y ganó tres campeonatos mundiales consecutivos de motocross en la categoría de 125cc entre 1979 y 1981. 
Everts ganó con el equipo de Belgica el Motocross de las Naciones en las ediciones de 1976 y 1979.

## Palmarés
- Campeón del Mundo en 1975 de 250cc.
- Campeón del Mundo en 1979 de 125cc.
- Campeón del Mundo en 1980 de 125cc.
- Campeón del Mundo en 1981 de 125cc.